# Фёдоровский (Татарстан)
 Фёдоровский  — поселок в Аксубаевском районе Татарстана. Входит в состав Новоаксубаевского сельского поселения.

## География
Находится в южной части Татарстана на расстоянии приблизительно 9 км на восток по прямой от районного центра поселка Аксубаево.

## История
Основан в 1920-х годах.

## Население
Постоянных жителей было: в 1926 — 86, в 1938—111, в 1949—131, в 1958—182, в 1970—196, в 1979—145, в 1989—104, в 2002 году 171 (чуваши 67 %, русские 27 %), в 2010 году 201.